# Пожиратели огня
«Пожиратели огня»
В контексте истории США пожиратели огня (англ. Fire-Eaters) — группа южных политиков, поддерживавших отделение южных штатов от США для создания нового государства, в котором бы гарантировалось сохранение рабства и самобытности «южной цивилизации». Движение зародилось во время нуллификационного кризиса, в ходе которого штат Южная Каролина противостоял федеральному правительству из-за разногласий по поводу тарифов. Пожиратели огня не были единой организацией: политики, причисляемые к ним были людьми разного происхождения, присоединившимися к движению в разное время и по разным причинам; по вопросам, выходящими за рамки независимости юга, их взгляды существенно различались. Среди историков не существует единого списка политиков-пожирателей огня. Ведущим СМИ движения была южнокаролинская газета «Charleston Mercury».
Фракция пожирателей огня поддержала кандидатуру Джона Брекинриджа на выборах 1860 года и позднее сыграла важную роль в развязывании Гражданской войны в США, поскольку к 1861 году большинство жителей американского юга поддерживало сепаратизм.

## Терминология
Термин «пожиратель огня» в политическом значении использовался как минимум с 1851 году как северянами, так и южанами, для обозначения любого человека, выходящего слишком далеко за пределы общепринятых политических идей того времени и имел уничижительный оттенок. Обычно южные политики-сепаратисты пытались представить себя как консерваторов, борющихся за сохранение фундаментальных американских ценностей, а не радикалов.

## История
Движение южных сепаратистов зародилось во время нуллификационного кризиса, в ходе которого Южная Каролина вступила в противоречие с федеральным правительством по поводу тарифов, которые, по мнению местных политиков, были слишком высокими. У истоков движения стоял писатель, философ и юрист Натаниэль Беверли Такер, считавший, что джексоновская демократия поощряет аболиционизм. Он был известен как автор политического романа «Вождь партизан», повествующего об отделении южных штатов от США в условиях тиранического правления президента Мартина Ван Бюрена и драматизирующего концепцию прав штатов политика Джона Кэлхуна. Другим ранним пожирателем огня являлся Роберт Тернбулл, который видел в позиции севера по миссурийскому компромиссу и тарифам угрозу для юга. Наиболее лояльным штатом к движения была Южная Каролина, в особенности её прибрежный район с плантациями по обе стороны от Чарлстона.

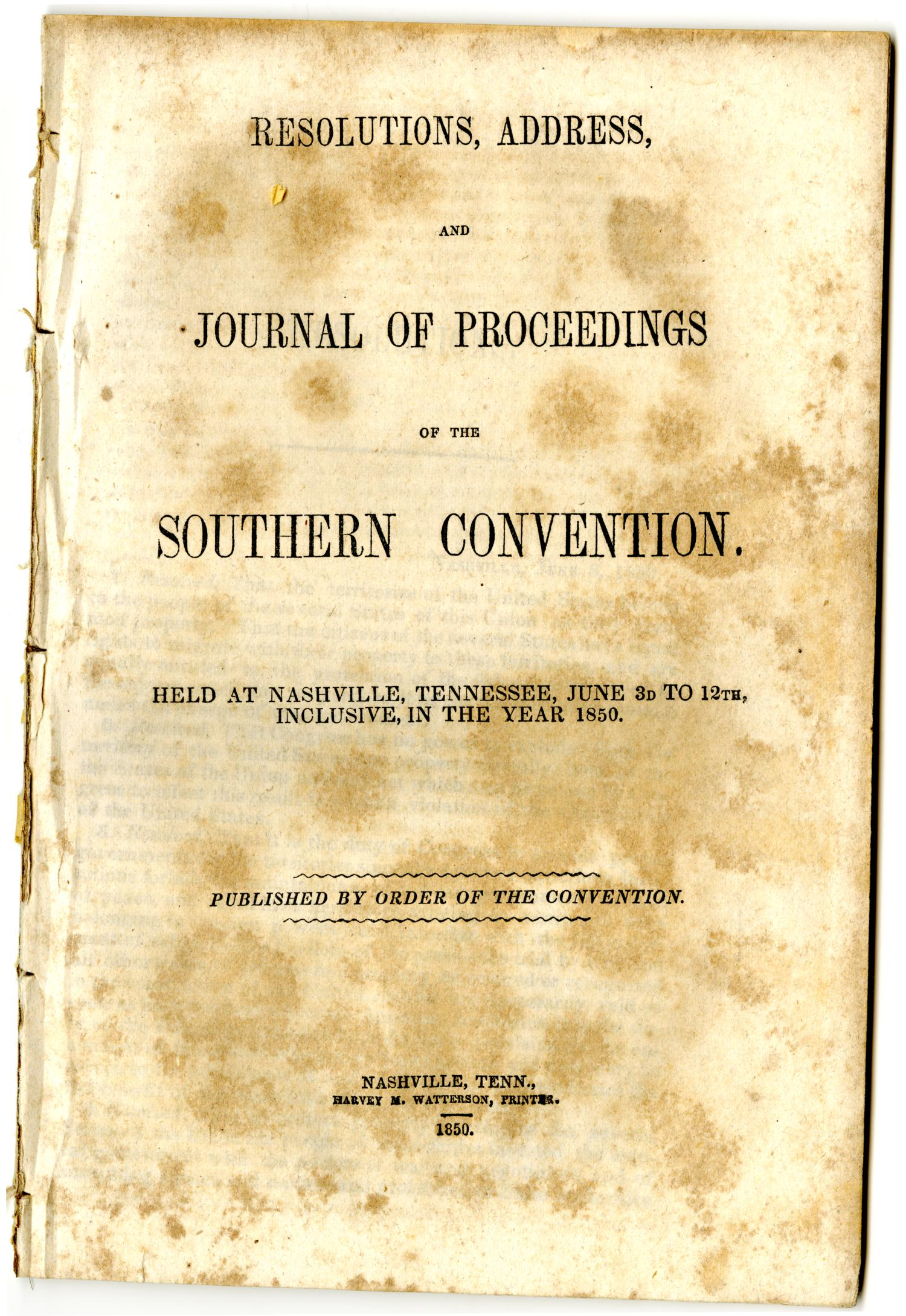
Протокол Нашвиллского съезда

Препятствием для реализации политической программы пожирателей огня, ориентированной только на юг, была партийность, так как обе крупные партии — виги и демократы стремились сохранить мир в стране и стремились не обсуждать региональные угрозы. Представителям партий со всех концов страны приходилось сотрудничать между собой чтобы усмирять недовольство и подрывные движения. Тернбулл оценивал партийцев и людей с высокими политическими амбициями как реальных или потенциальных противников любой ярко регионалистской программы. Неприязнь к организованным политическим партиям стала отличительной чертой пожирателей огня.
В 1827 году Тернбулл заявил, что Юг должен поспешить с принятием решения об отделении, поскольку, по его словам, с каждым годом относительная мощь региона и его шансы на успех в случае вооруженного столкновения с правительством уменьшались. После его смерти в 1833 году статус лидера сепаратистов перешёл к Роберту Барнуэллу Ретту. В 1838 году, будучи членом Конгресса он призвал к внесению поправок в Конституцию США для «защиты южных штатов» или к роспуску союза. После того, как поправка не была принята, он сосредоточился на помощи Кэлхуну в попытках избраться президентом США. Когда к 1844 году это не удалось, тарифы выросли ещё сильнее, а правило кляпа, блокировавшее петиции против рабства в Палате представителей было отменено, Ретт объявил крестовый поход за подготовку юга к независимости. Блаффтонское движение (по названию города, в котором вступил Ретт) получило поддержку от таких политиков, как Лэнгдон Чевес и Джордж Макдаффи, но быстро распалось после того, как Кэлхун отрёкся от него. Другими известными сепаратистами того времени были Уильям Лоундес Янси, конгрессмен и лидер делегации Алабамы на национальных конвенциях Демократической партии, Джеймс Д. Б. Де Боу, редактор журнала De Bow's Review и ведущий сторонник отделения к 1860 году, Луис Уигфолл, сенатор от Техаса и Эдмунд Руффин, политик из Виргинии, впоследствии совершивший самоубийство после капитуляции Ли, завернувшись в флаг Конфедерации.
В июне 1850 года в Нашвилле, Теннесси состоялся съезд представителей южных штатов для обсуждения положения дел в стране и согласования своих действий. Партийные политики, как правило, настороженно относились к любому секционалистскому проекту, который мог нарушить устоявшиеся равновесие в стране и в это напряженное время были довольно сильно заняты работой в Конгрессе. Некоторые из них, однако смогли добиться включения себя в списки делегатов, чтобы удержать конвент от слишком решительных действий. Законодательные собрания некоторых штатов не стали выбирать делегатов на съезд, из-за чего туда были приглашены их неофициальные представители. Таким образом, конвент изначально не мог принять никаких решений, выходящих за рамки простых резолюций. После того, как они были приняты, конференция была отложена, чтобы дождаться решения Конгресса по поводу Компромисса 1850 года, находившегося на рассмотрении Конгресса в то время. На второй сессии, состоявшейся после его принятия, присутствовало не более половины изначальных участников. На съезде пожиратели огня выдвинули предложение об отделении всего юга, однако оно не ставилось на голосование. В итоге съезд осудил Компромисс 1850 года и условие Уилмота и признал рабство законным на всей территории США со ссылкой на Конституцию. Тем не менее, неорганизованность съезда выставила его как бесполезное мероприятие.
Тем временем законодательные органы Миссисипи, Джорджии и Южной Каролины учредили съезды своих собственных штатов. Делегаты на них были избраны уже после принятия компромисса
1850 года. Конвенция Джорджии одобрила компромисс в качестве меры для сохранения союза, а на съезде Миссисипи доминировали ярые юнионисты, объявившие, что выступают против отделения штата и отрицают право других штатов на сецессию. Когда в апреле 1852 года, наконец, собрался съезд Южной Каролины (дебаты по поводу отделения в которой привели к формированию в штате альтернативной партийной системы: семья Реттов возглавила сепаратистскую фракцию, в то время как другие политики присоединились к кооперационистам, более лояльным к федеральной власти), возможность для отделения была упущена во всех отношениях, а пожиратели огня оказались в меньшинстве. Политики Южной Каролины решили выжидать, а Ретт был возмущен отказом конвенции принимать какие-либо меры против севера и ушёл в частную жизнь, что ознаменовало завершение напряженной борьбы пожирателей огня того периода.
Тем не менее, другие пожирали огня продолжали свою деятельность на протяжении всего десятилетия, пытаясь противостоять любым компромиссам юга и севера. Одним из известных политических скандалов, связанных с ними стало избиение сенатора от Массачусетса Чарльза Самнера конгрессменом Престоном Бруксом. Несколько других сенаторов пытались помочь коллеге, но были остановлены Лоуренсом Кейтом, вооруженным пистолетом. После нападения Брукс ушёл в отставку и обратился к своим избирателям и призвал «растоптать Конституцию и сформировать Южную Конфедерацию, каждый штат которой будет рабовладельческим», отметив, что был «сторонником разобщения с тех пор, как научился мыслить».
В 1858 году Кейт спровоцировал массовую драку прямо в Конгрессе, оскорбив известного политика-республиканца Галушу Гроу, назвав его «чёрным республиканским щенком». Гроу ответил, что не собирается слушать речи «погонщика негров, умеющего только размахивать кнутом». В ответ на это Кейт набросился на него, крича, что задушит его за таким слова. В результате завязалась большая драка, которая завершилась только когда конгрессмен из Висконсина Кэдвалладер Уошборн, вцепившись в волосы политика из Миссисипи Уильяма Барксдейла, случайно снял с него парик, что вызвало смех участников драки и положило конец потасовке.

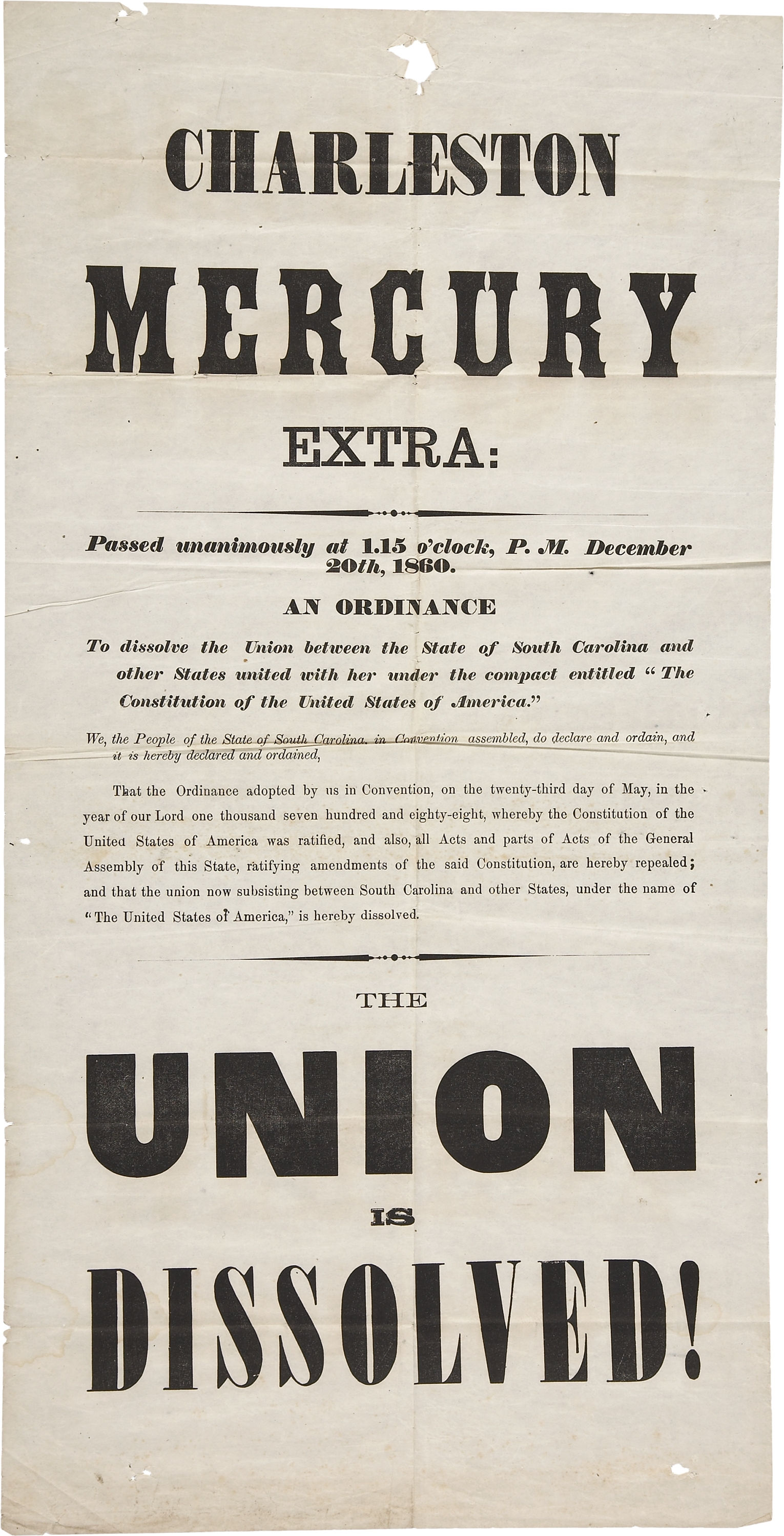
Специальный выпуск газеты «Charleston Mercury», сообщающий о выходе Южной Каролины из состава США.

К концу 1859 года многие пожиратели огня, включая Янси, начали готовиться к тому, чтобы помешать сенатору Стивену Дугласу выдвинуть свою кандидатуру от Демократической партии на предстоящих выборах из-за его несогласия с незаконной Лекомптонской конституцией, принятой прорабовладельческими силами в Канзасе. На самом съезде партия раскололась, южане покинули съезд и номинировали Джона Брекинриджа на пост президента. Многие из пожирателей огня открыто предсказывали победу Уильяма Сьюарда, тогдашнего фаворита на номинацию от республиканцев, на выборах. Победа республиканцев рассматривалась ими как удобный повод для отделения. Газета «Charleston Mercury» опубликовала в некоторых номерах статьи Эдмунда Руффина «Предвидения будущего», в которых в мрачных тонах описывалось будущее юга при республиканской администрации. На протяжении предвыборной кампании газета атаковала север в целом и утверждала, что Линкольн (который неожиданно смог выиграть номинацию) «привержен их [аболиционистской] политике не меньше чем Сьюард, Лавджой или Самнер». Также газета распространяла идеи о том, что Стивену Дугласу и северным демократам нельзя доверять, что Республиканская партия является опасной и революционной организацией, стремящейся к уничтожению юга и что южан ждёт слава в новой стране. Тем временем Янси, в отличие от большинства сепаратистов веривший в возможность победы Брекенриджа, отправился в турне по США. В своём выступлении в Уилмингтоне он ложно заявил, что Линкольн стремился «возвысить негра, низведя белого человека до его уровня, в то время как мы [южане] стоим на мрачной платформе рабства, и все, о чем мы просим, — это позволить нам сохранить его при себе». Выступая в Нью-Йорке, Янси заявил, что единственный непреодолимый конфликт (отсылая слушателей к одноимённой речи Сьюарда) в политике существует между доктринами Сьюарда и Конституцией, сославшись на непримиримость северян перед лицом закона о беглых рабах и отказался дать прямой ответ на то, что будет делать в случае победы Линкольна. Позже он выступил в Бостоне, Олбани, Сиракузах, Цинциннати, Луисвилле, Нашвилле и Новом Орлеане, но в итоге тоже осознал неизбежность победы Линкольна.
Сразу же после победы республиканцев на выборах пожиратели огня взяли политическую инициативу в южных штатах в свои руки и начали процесс отделения. Современники считали, что пропагандистские усилия сепаратистов, взывающие к южной гордости и чести, позволили им привлечь на свою сторону большинство южан, включая тех, кто изначально поддерживал юнионизм. Руффин путешествовал по Южной Каролине, агитируя жителей против «тирании черных республиканцев» и хорошо принимался населением. 20 декабря 1860 года законодательный орган Южной Каролины единогласно проголосовал за отделение штата от США, что было с восторгом встречено местными СМИ. Вскоре за этим последовало начало гражданской войны, в развязывании которой пожирали огня сыграли важную роль.

## Известные представители
Разные историки пытались составить списки политиков, которых можно отнести к пожирателям огня. Чаще всего к ним относят первых трёх людей, перечисленных в списке.
- Уильям Лоундес Янси[англ.] — политик из Алабамы, известный как «оратор сецессии»[14].
- Роберт Барнуэлл Ретт[англ.] — один из политических лидеров Юга, автор декларации об отделении Южной Каролины от США[14].
- Эдмунд Руффин[англ.] — политик из Виргинии, один из первых сторонников отделения южных штатов[4].
- Натаниэль Беверли Такер[англ.] — писатель и правовед[4].
- Джон Куитман — 10-й и 16-й губернатор Миссисипи, член Палаты представителей[4].
- Джеймс Данвуди Браунсон Де Боу[англ.] — издатель и статистик, наиболее известный как первый редактор журнала De Bow's Review[англ.][4].
- Уильям Порчер Майлз[англ.] — мэр Чарлстона[4].
- Луис Уигфолл — сенатор от Техаса, позднее — член Конгресса КША[14].
- Джордж Фредерик Холмс[англ.] — 1-й канцлер Университета Миссисипи[3].
- Лоуренс Кейт[англ.] — член Палаты представителей от 3-го округа Южной Каролины, сообщник Престона Брукса при нападении[англ.] на сенатора от Массачусетса Чарльза Самнера[3].
- Джон Петтус[англ.] — 20-й и 23-й губернатор Миссисипи, руководивший штатом во время сецессии[15].
- Роджер Прайор — член Палаты представителей от 4-го округа Виргинии[16].
- Роберт Тумбс — сенатор от Джорджии[3].
- Уилсон Лампкин[англ.] — губернатор и сенатор от Джорджии[17].
- Генри Беннинг[англ.] — лидер делегации Джорджии на Национальном съезде Демократической партии в 1860 году[англ.], позже — старший офицер армии Конфедерации[17].
- Дэвид Леви Юли[англ.] — сенатор от Флориды[17].
- Мирабо Ламар — второй президент Республики Техас[17].